# Natal (kolonie)
Natal was van 1843 tot 1910 een Britse kolonie. De grenzen van de kolonie zijn gelijk aan die van de huidige Zuid-Afrikaanse provincie KwaZoeloe-Natal. De Britten claimden Natal op 4 mei 1843 na de annexatie van de Republiek Natalia.

## Geschiedenis

De Zuid-Afrikaanse republieken rond 1885

### Voorgeschiedenis
Het gebied van Natal werd al eeuwen bevolkt door inheemse Bantoevolken. Met Kerstmis 1497 werd de oostkust van Zuid-Afrika door Vasco da Gama Natal genoemd, naar het Portugese woord voor Kerstmis. In 1824 werd hier de Britse havenstad Port Natal gesticht, later bekend als Durban.

### Republiek Natalia
In 1839 stichtten de Boeren onder leiding van Andries Pretorius de Republiek Natalia. In 1843 werd deze geannexeerd door het Verenigd Koninkrijk om te voorkomen dat Port Natal in de handen van de Boeren viel. Later versterkte de kolonie zich met de Republiek Kliprivier en na de Zoeloe-oorlog met het Zoeloekoninkrijk.

### Indiërs
Vanaf 1860 werden er vele Indiërs vanuit Brits-Indië naar Natal verscheept om op de suikerplantages te werken. Dit verklaart het grote aantal Indische Zuid-Afrikanen in het hedendaagse KwaZoeloe-Natal.

### Uniewording
In 1910 werd de kolonie samen met de Kaapkolonie, Transvaalkolonie en Oranjerivierkolonie omgedoopt tot de Unie van Zuid-Afrika.